# Cantó d'Alajuela
Alajuela és el cantó número 1 de la província de Alajuela, Costa Rica. Està localitzat a la Vall Central del país. Posseeix una àrea de 388.43 km² i està dividit en 14 districtes. Limita a l'est amb els cantons de Sarapiquí, Heredia, Belén i Santa Ana, al sud amb Santa Ana i Mora, a l'oest amb Atenes, Grècia, Poás i Valverde Vega, i al nord amb el districte de Río Cuarto de Grècia. Va ser fundat el 7 de desembre de 1848. La seva capçalera és la ciutat d'Alajuela.
Segons dades de l'Institut Nacional d'Estadística i Censos, per a l'any 2013 el cantó de Alajuela tenia 285.259 habitants, sent el segon més poblat del país. El cantó compta amb un alt índex d'alfabetització (99.4%), i per a l'any 2012 presentava un alt índex de desenvolupament humà (0.749) segons el Programa de les Nacions Unides per al Desenvolupament.
L'eix principal del cantó és la ciutat de Alajuela, la segona ciutat més poblada del país després de la capital nacional, San José. En Alajuela es troba el principal aeroport de Costa Rica, l'Aeroport Internacional Juan Santamaría, anomenat d'aquesta forma en honor de l'heroi nacional nascut a Alajuela. El cantó posseeix una economia basada en el comerç i els serveis. En l'agricultura, es produeix cafè i canya de sucre principalment. La majoria de la producció de bestiar d'engreix i de llet té lloc a les regions veïnes al cantó. Alajuela és seu d'indústries, empreses manufactureres, cooperatives i zones franques. També és centre d'activitats recreatives, turístiques, esportives i culturals.

## Districtes
El cantó central de Alajuela es compon dels següents districtes:
1. Alajuela
2. San José
3. Carrizal
4. San Antonio
5. Guácima
6. San Isidro
7. Sabanilla
8. San Rafael
9. Río Segundo
10. Desamparados
11. Turrúcares
12. Tambor
13. Garita
14. San Miguel